# Matko Laginja

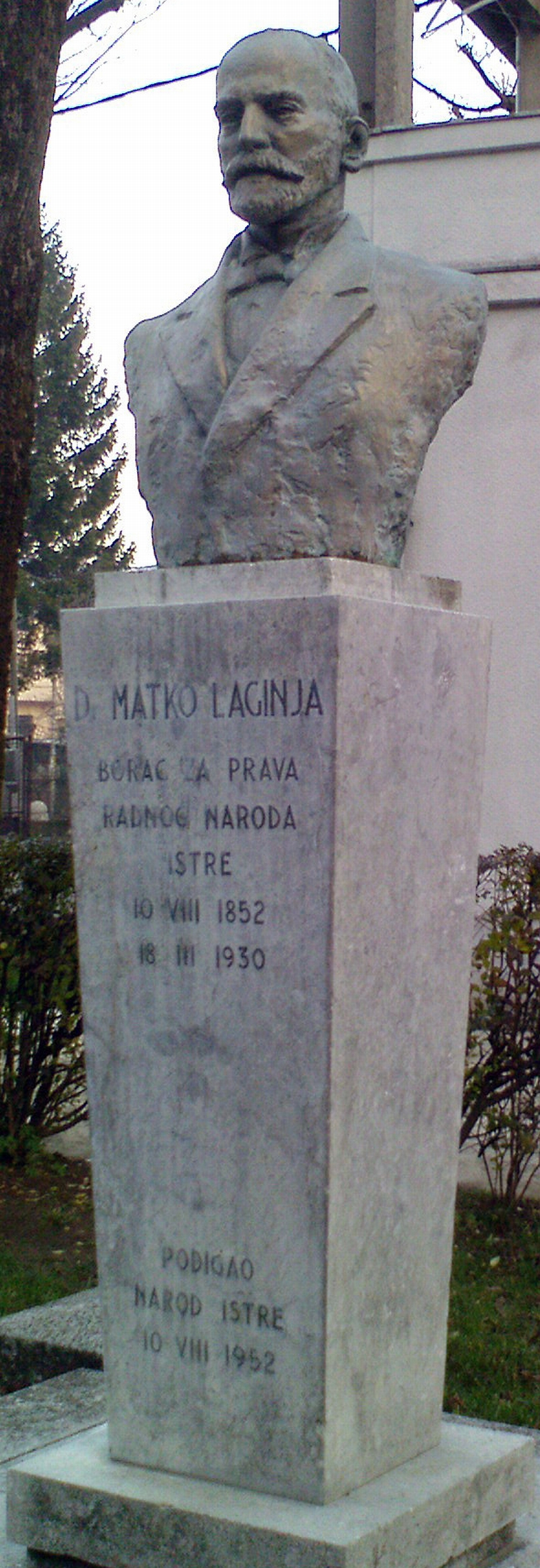
Le monument à Matko Laginja dans son village natal de Klana.
Érigé en 1953 par « Le Peuple » d'Istrie, il l'y présente comme un « Combattant pour les Droits du Peuple Travailleur ».

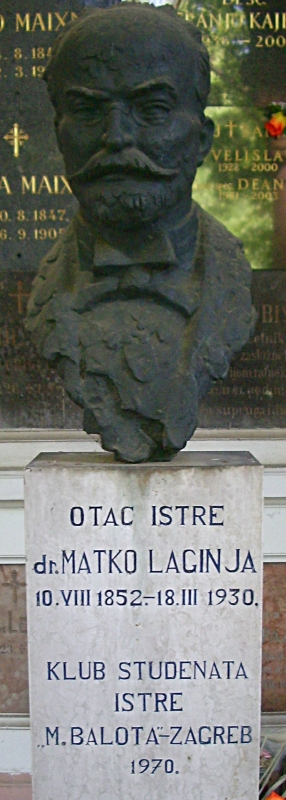
Pour sa part, le monument érigé en 1970 par le "Club des étudiants d'Istrie" sur sa tombe au cimetière de Mirogoj à Zagreb le présente comme le "Père de l'Istrie"

Matko Laginja (né à Klana le 10 août 1852, mort à Zagreb le 18 mars 1930), est un juriste et homme politique croate.
Appelé le « père de l'Istrie », il s'est battu pendant trois décennies pour sa renaissance nationale, y compris en tant que Ban de Croatie.

## Biographie
Matko Laginja avait reçu son Doctorat en Droit de l'université de Graz, en Autriche. 
De 1900 à 1915 il est avocat à Pula, puis à Zagreb à partir de 1915. 
L'un des chefs du Mouvement national croate en Istrie, il fut membre de son Assemblée régionale de 1883 à 1914. 
Il fut un temps député au Conseil impérial de Vienne, puis Président du Parti croate du droit d'Ante Starčević. 
Il avait en effet adopté assez tôt son programme politique indépendantiste, créant en Istrie son parti avec Vjekoslav Spinčić et Matko Mandić et s'y opposant au nationalisme italien.
Le patriote croate Ivan Cukon a d'ailleurs travaillé quelque temps comme stagiaire dans son cabinet.
En 1917, cependant, il avait soutenu la Déclaration de Mai qui réclamait l'unification des Croates, des Slovènes et des Serbes au sein de l'Empire austro-hongrois.
Il s'occupait alors à Zagreb de résoudre le problème des émigrants croates d'Istrie.
Le 31 octobre 1918, le Conseil national des Slovènes, des Croates et des Serbes le nomme à la Commission pour l'Istrie de l'État des Slovènes, Croates et Serbes.
L'intérêt de Matko Laginja pour la question de l'Istrie ne fut pas ébranlé par le procédé du gouvernement du royaume des Serbes, Croates et Slovènes lorsque celui-ci supprima la Commission six mois plus tard, le 10 avril 1919. En 1919 et 1920, avec trois autres personnalités, il représentait l'Istrie à la Mission nationale provisoire (Privremeno Narodno Predstavništvo) du royaume des Serbes, Croates et Slovènes lorsque celui-ci fixa sa frontière avec l'Italie.
Puis il présida le Conseil consultatif pour la résolution de la question de Fiume auprès du gouvernement de Belgrade, mais sans y avoir de réelle influence.
De février à décembre 1920, Matko Laginja est Ban de Croatie et de Slavonie, sans beaucoup de pouvoir effectif. 
Il est élu à l'Assemblée Constituante, qu'il abandonne le 1er juin 1921 avec une dizaine de députés, avec une déclaration anti-centraliste, en faveur d'une fédération.
Puis il se retire de la vie politique.
Il écrivait pour les journaux Naša sloga (Trieste) et Pravo (Zadar).
Il a son monument dans sa ville natale de Klana, ainsi qu'à Zagreb sur sa tombe au cimetière de Mirogoj.
Dans la ville balnéaire d'Opatija sur la côte est de l'Istrie, une partie de la Promenade de bord de mer porte son nom : la Šetalište Matka Laginje y poursuit, au nord, la Šetalište Franza Jozefa I° ("Promenade François-Joseph 1er").

## Œuvres
- Hrvatske narodne pjesme, što se pjevaju po Istri i Kvarnerskih otoci (Chansons populaires croates, que l'on chante en Istrie et aux îles du Kvarner), éd. Naša sloga, 1880.
- Kastavski ustav (1400–1661) (La Constitution de Kastav, 1400-1661), éd. Pravo, 1873-1874.
- Kastav grad i općina (La ville et la municipalité de Kastav), 1883.
- Österreich und die kroatische Frage (L'Autriche et la question croate), 1883.